# 海科·布彻
海科·布彻（德語：Heiko Butscher，1980年7月28日—）是德国前足球运动员及现任足球教练，自2024年4月起执教德甲俱乐部波鸿。球员时代的他曾在德国南部的业余联赛中混迹多年，直至2005年才与波鸿签订了第一份职业合同。从2007年到2012年，布彻先后效力于弗赖堡和和睦法兰克福，2013年7月再次重返波鸿。他于2015年挂靴，自此一直在波鸿任教，担任过各种职务，当中主要是在青年梯队，但也担任助理教练，并多次担任一线队的代理主教练。

## 球员生涯
布彻在巴特武尔察赫的迪特曼斯长大。在19岁以前，他一直在周边地区的迪特曼斯、埃尔旺根、艾希施泰滕和旺根05等俱乐部的青训营踢球。1999年，布彻加入德乙俱乐部卡尔斯鲁厄的业余队，并在1999-2000赛季的南部地区联赛中担任主教练埃德蒙特·贝克尔麾下的主力后卫（出场32次，射入3球）。随后，他又跟随业余队在第四级的巴登-符腾堡高级联赛作赛了两个赛季，但在2000-01赛季也曾为此时已经降入地区联赛的卡尔斯鲁厄一线队出场2次。2002年夏天，布彻来到高级联赛竞争者桑德豪森，但无论是在时任主教练威利·恩滕曼或是其继任者莱纳·沙林格治下，球队都无法接近升级行列。桑德豪森最终名列第四，落后冠军斯图加特业余队22分之多。结果，布彻于2003-04赛季转投对手，受赖因霍尔德·范茨指导。在新东家的第一季，他代表斯图加特业余队在南部地区联赛出场29次、射入3球，第二年则在新任主教练莱纳·阿德里翁的带领下出场33次、射入6球。然而，他却始终未能进入一线队在德甲的大名单。
2005年夏天，布彻转会至德乙俱乐部波鸿。在这支刚从德甲降级的球队中，他很快融入了主教练马塞尔·科勒制定的体系。于是在2005-06赛季中，布彻以强大的头球能力赢得了主力位置，可胜任中后卫或边后卫，共出场24次及射入1球。波鸿也以德乙冠军身份，成功重新晋级德国顶级联赛。2006-07赛季，布彻在对阵美因茨05的揭幕战中首次亮相德甲。然而，他并不在波鸿的首发阵容中，其20次出场中的前5次都是在下半场替补出场。在第13轮主场对阵和睦法兰克福的比赛中，布彻射入了他在德甲联赛中的首球，也是当季的唯一进球。一周后，他在对阵沙尔克04的比赛中犯规后被出示红牌，不得不停赛三场。经历了赛季初的疲软表现后，这支升班马在季末最终名列第八。而在波鸿效力了两年之后，布彻决定返回德国南部。
在2007-08赛季，布彻接受了德乙俱乐部弗赖堡的合同报价，当时罗宾·杜特刚刚接替了长期执教的福尔克尔·芬克。在弗赖堡的首个赛季，他成为一名主力球员，获得32次出场并射入4球。2008-09赛季，布彻被任命为队长，带领球队夺得德乙冠军。于是自2009-10赛季开始，他得以重新参加德甲。在2010-11赛季第6轮客场对阵沃尔夫斯堡的比赛中，这位时年30岁的球员遭遇左膝内侧副韧带撕裂，被迫休战两个月之久。2011年2月，布彻的合同被延长至2013年。然而，在2011-12赛季的冬歇期，他被除名并获准转会。
德乙俱乐部和睦法兰克福于2011-12赛季将布彻揽至麾下，并与其签署了一份期至2013年6月30日届满的合同。在新东家的前六个月里，布彻共出场12次，并在赛季末随队升入德甲；这也是他第三次升入德甲。但至来季，布彻不再排在卡洛斯·赞布拉诺和班巴·安德森的出场顺位之后，而是在法兰克福担任类似于助理教练的职位。他仅在第16至18轮、即安德森受伤期间出场过3次。
2013-14赛季，布彻重返德乙加盟波鸿，并签订了一份期至2015年6月届满的合同。此后他结束了自己的球员生涯。

## 教练生涯
布彻于2015-16赛季开启自己的教练生涯，担任波鸿U16梯队主教练迪米特里奥斯·格拉莫齐斯的副手。2016-17赛季，他又作为扬·西韦特的助理教练，接管U19梯队的日常工作。2017年1月1日，布彻升入波鸿一线队的教练组担任助理教练。当延斯·拉西耶夫斯基遭解雇后，布彻曾于2018年2月18日临时接管一线队。但仅指挥了一场比赛之后，他便在新主帅罗宾·杜特到任后再次成为助教。至2019-20赛季，即托马斯·赖斯任教期间，布彻完成了足球教练的资格培训。
2020-21赛季，布彻接任U19梯队主教练，同时兼任一线队助理教练职务。自2022-23赛季起，他专职指挥U19梯队参加U19德甲联赛。当赖斯及其助教马库斯·格尔豪斯被解职后，布彻于2022年9月重新以代理主教练身份驰援一线队，当时他们在第6轮比赛过后一分未得排名垫底。随着球队以1比1逼平科隆，托马斯·莱奇获聘为新任主教练，布彻只得回到U19梯队。在莱奇于2024年4月下课后，波鸿俱乐部宣布布彻将临时执教一线队，直到2023-24赛季结束。彼时联赛已战罢28轮，球队排名积分榜第15，仅领先降级区3分，较直接降级区也仅高出4分。